# Nome Census Area

Lokaliseringskarta

Nome Census Area är ett folkräkningsområde i den amerikanska delstaten Alaska. Dess största ort är Nome. Enligt 2000 års folkräkning hade folkräkningsområdet en befolkning på 9 196 invånare på en yta om 73 253 km².
Dillingham Census Area gränsar i norr till Northwest Arctic Borough, i öst till Yukon-Koyukuk Census Area och i syd till Kusilvak Census Area.

## Städer och byar
- Brevig Mission
- Diomede
- Elim
- Gambell
- Golovin
- Koyuk
- Nome
- Port Clarence
- Savoonga
- Shaktoolik
- Shishmaref
- St. Michael
- Stebbins
- Teller
- Unalakleet
- Wales
- White Mountain